# Erwin Gniza
Erwin Gniza (* 6. August 1910 in Weinböhla; † 29. Juli 2006 in Dresden) war einer der Wegbereiter der deutschen Arbeitsschutztheorie.

## Leben
Gniza studierte Pädagogik und Musik an der TH Dresden, wobei er sich sein Studium als Tanzmusiker finanzierte. Nach seinem Probejahr im Schuldienst wechselte er in die Psychologie.
In den 1940er Jahren befasste sich Erwin Gniza als Assistent von Werner Straub mit psychologischen Fragen des Arbeitsschutzes. Am Institut für Arbeitsökonomie und Arbeitsschutz in Dresden war er ab 1953 als stellvertretender Direktor tätig. Zusammen mit Erhard Möhler und Bruno Schneider entwickelte Gniza in den 1950er Jahren die Wegetheorie des Arbeitsschutzes. Heute gehören die Ansätze der Verhältnis- und Verhaltensprävention zum Allgemeingut des Arbeitsschutzes und spiegeln sich im Vorschriften- und Regelwerk wider.
Ein weiteres Arbeitsfeld war die Forschung zur Frage der menschlichen Fehlhandlungen. Der Arbeitspsychologe brachte das Konzept der „Fehlhandlung als aktuelle Überforderung“ in den Arbeitsschutz ein. Neben der „Arbeitspsychologie“ lehrte er ebenso Persönlichkeitspsychologie, Psychodiagnostik und Statistik.
Im Dezember 2001 überreichte der sächsische Wissenschaftsminister Hans Joachim Meyer Erwin Gniza im Auftrage des Bundespräsidenten für sein Lebenswerk das Bundesverdienstkreuz am Bande. In der DDR erhielt er 1960 den Vaterländischen Verdienstorden in Bronze und 1970 in Silber. 1987 wurde er Ehrendoktor der TU Dresden.